# Sendlinger Tor
Sendlinger Tor so mestna vrata na južnem koncu zgodovinskega starega mesta Münchna. To je bila obrambna utrdba in ena od treh preostalih gotskih mestnih vrat v Münchnu (drugi dve sta Isartor in Karlstor).

## Lega
Sendlinger Tor ležijo na južnem koncu Sendlingerstrasse, ceste sever-jug skozi staro mestno jedro Münchna. Tako ločijo staro mesto od predmestja Isar. So na nadmorski višini 525 metrov.

## Zgodovina
Kot del velike urbanistične širitve Ludvika I. Bavarskega (od 1285 do 1337) je bilo zgrajeno drugo mestno obzidje s štirimi mestnimi vrati, od katerih so ena bila Sendlinger Tor. Leta 1318 so bila prvič omenjena kot izhodišče za cesto proti Italiji, vendar so verjetno obstajala že prej. Prvotno so imela le  značilen osrednji stolp nad vrati (značilnost za mestna vrata Münchna). Leta 1420 so jih dopolnili t dvema bočnima stolpoma, ki sta morala pravilno zaključiti konec zunanjega mestnega zidu.
Leta 1808 je bil porušen osrednji stolp. Leta 1860 so restavrirali še oba srednjeveška bočna stolpa in zid s tremi loki. Leta 1906 so te prvotne tri loke zamenjali z enim velikim enim lokom.
V drugi svetovni vojni so bila vrata komaj poškodovana. Leta 1980 so bila obnovljena. Na Sendlinger Torju je še vedno mogoče videti ostanek starega mestnega obzidja, ki se je pred tem povzpel do ulice Herzog-Wilhelm-Strasse.